# 2020年美国总统选举康涅狄格州选情
2020年美国总统选举于11月3日举行，与全美其他49个州和哥伦比亚特区同时进行。在此次选举中，康涅狄格州共有七张选举人票，主要候选人为共和党人唐纳德·特朗普和民主党人乔·拜登。

## 延伸阅读
- (PDF), Washington DC: National Association of Secretaries of State, August 2020, Connecticut